# Кле (Шаранта)
Кле (фр. Claix) — коммуна во Франции, находится в регионе Пуату — Шаранта. Департамент — Шаранта. Входит в состав кантона Бланзак-Поршрес. Округ коммуны — Ангулем.
Код INSEE коммуны — 16101.
Коммуна расположена приблизительно в 410 км к юго-западу от Парижа, в 120 км южнее Пуатье, в 14 км к юго-западу от Ангулема.

## Население
Население коммуны на 2008 год составляло 898 человек.
| 1962 | 1968 | 1975 | 1982 | 1990 | 1999 | 2008 |
| ---- | ---- | ---- | ---- | ---- | ---- | ---- |
| 516  | 512  | 542  | 672  | 816  | 746  | 898  |

## Администрация
| Период | Период | Фамилия       | Партия | Примечания |
| ------ | ------ | ------------- | ------ | ---------- |
| 1995   | 2008   | Жак Кутан     |        |            |
| 2008   |        | Доминик Перес |        |            |

## Экономика
В 2007 году среди 597 человек в трудоспособном возрасте (15—64 лет) 495 были экономически активными, 102 — неактивными (показатель активности — 82,9 %, в 1999 году было 77,1 %). Из 495 активных работали 475 человек (255 мужчин и 220 женщин), безработных было 20 (7 мужчин и 13 женщин). Среди 102 неактивных 24 человека были учениками или студентами, 38 — пенсионерами, 40 были неактивными по другим причинам.

## Достопримечательности
- Церковь Сен-Кристоф (XII век). Памятник истории с 1920 года[3]
- Молочная ферма и замок Сен-Жорж

## Фотогалерея

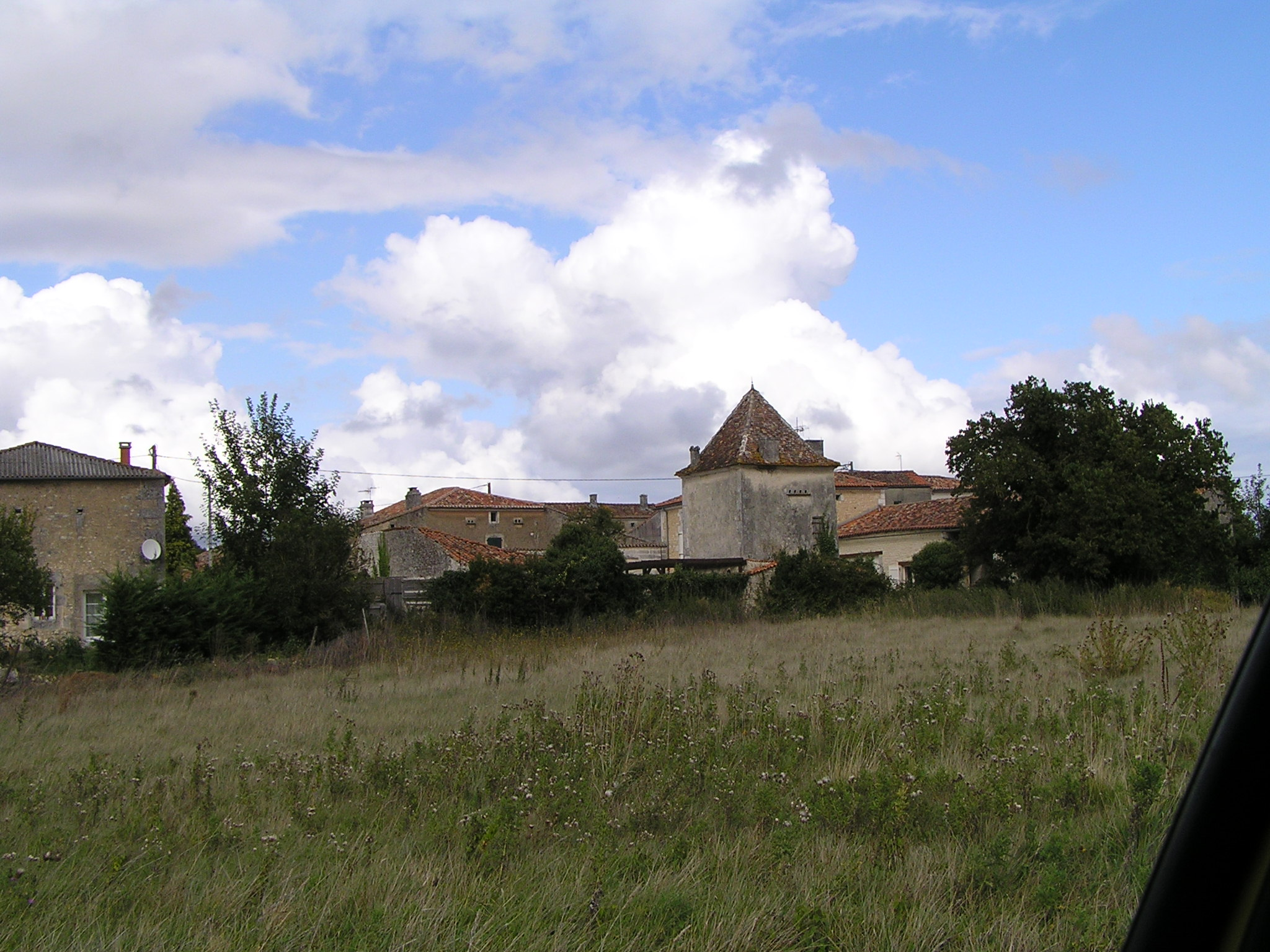
Кле
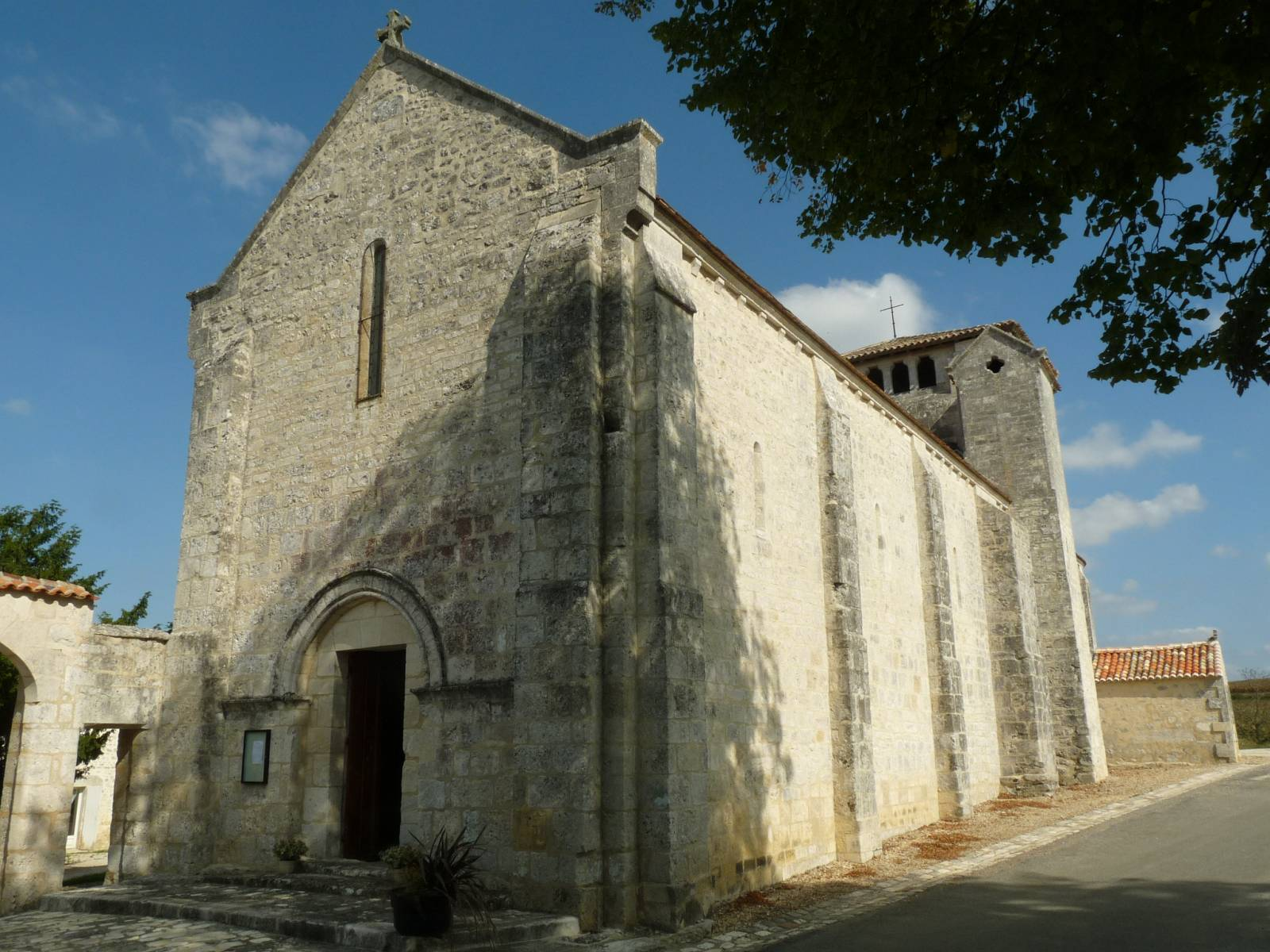
Церковь Сен-Кристоф
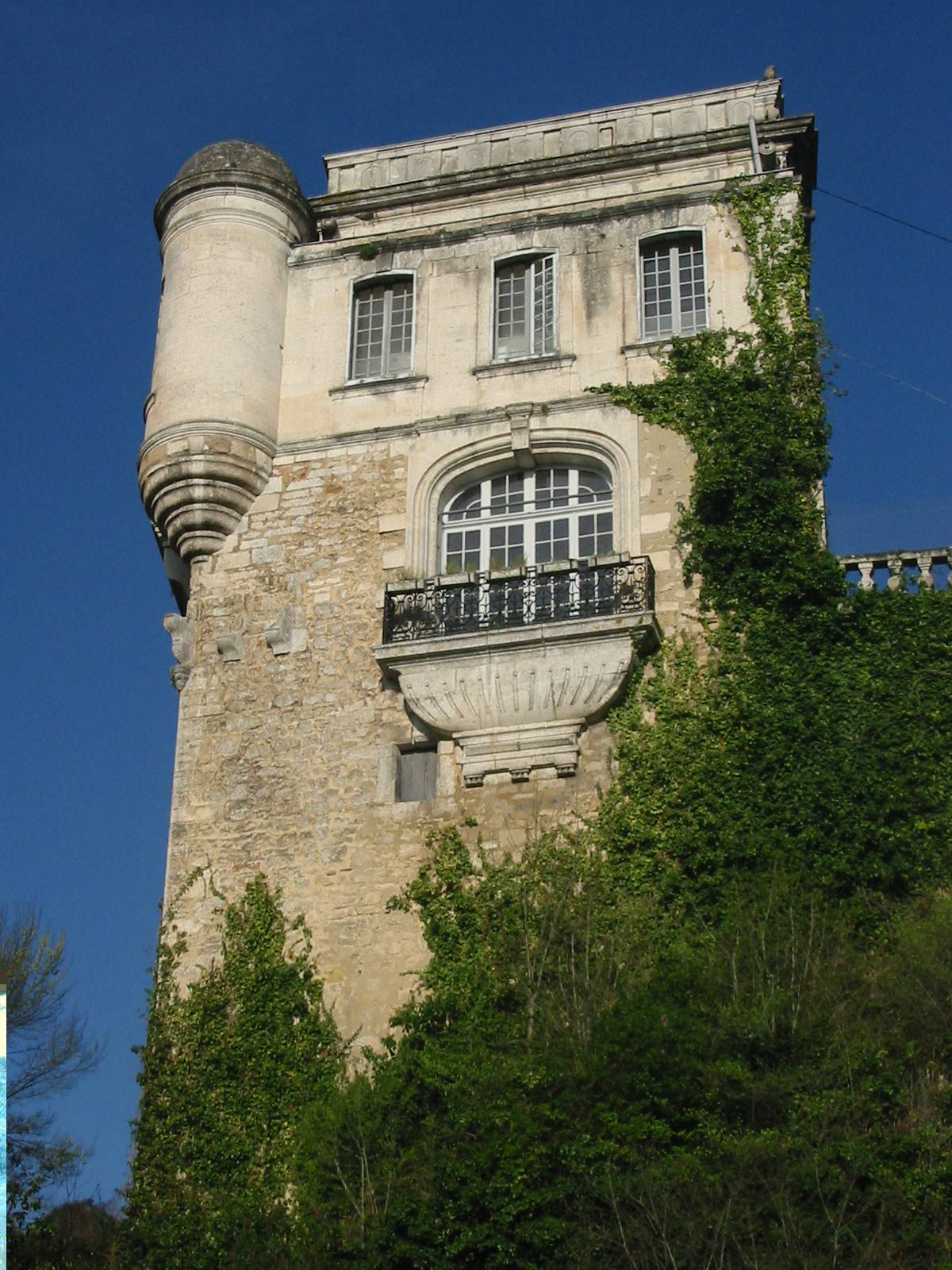
Замок Сен-Жорж
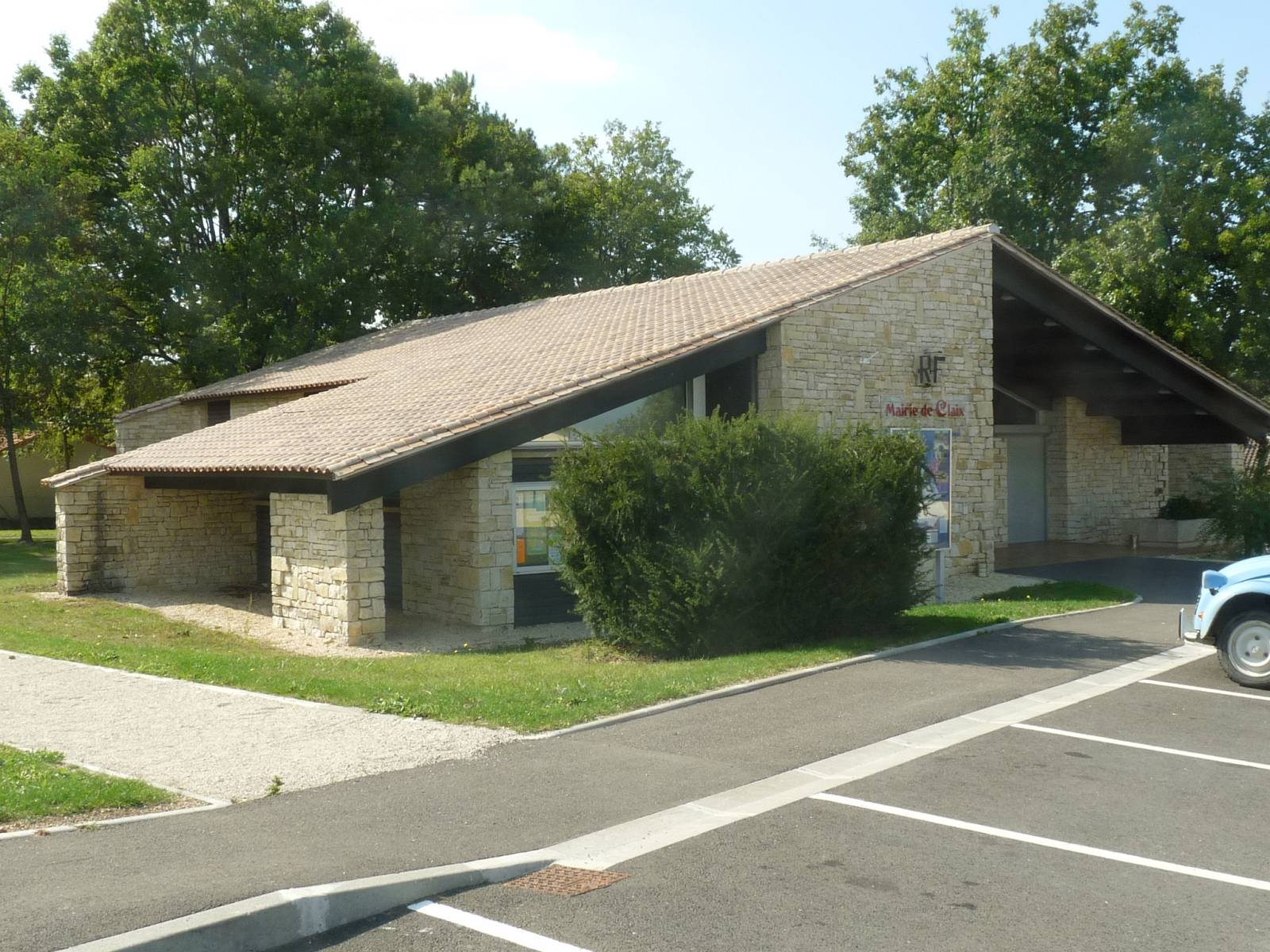
Мэрия